# Achaeta camerani
Achaeta camerani är en ringmaskart som först beskrevs av Cognetti 1899.  Achaeta camerani ingår i släktet Achaeta, och familjen småringmaskar. Arten är reproducerande i Sverige.